# Gardner Memorial Church

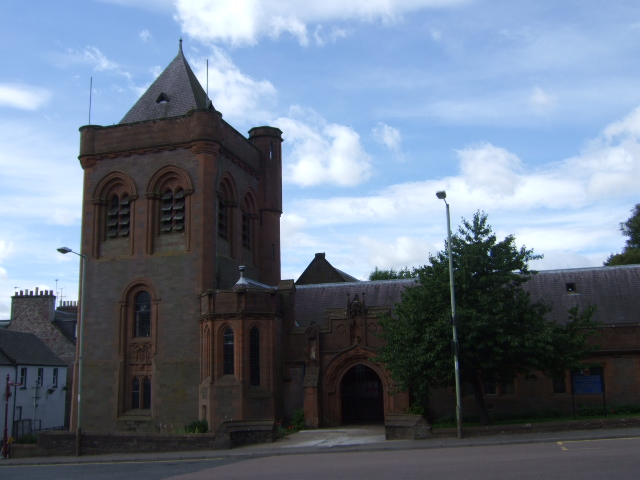
Gardner Memorial Church

Die Gardner Memorial Church, ehemals Southesk Church, ist ein Kirchengebäude der presbyterianischen Church of Scotland in der schottischen Kleinstadt Brechin in der Council Area Angus. 1971 wurde das Bauwerk in die schottischen Denkmallisten in der höchsten Denkmalkategorie A aufgenommen. Des Weiteren bildet es mit verschiedenen umliegenden Gebäuden ein Denkmalensemble der Kategorie B.

## Geschichte
Die Gardner Memorial Church wurde zwischen 1896 und 1900 errichtet. Für den Entwurf zeichnet der schottische Architekt John James Burnet verantwortlich. Ursprünglich hieß die Kirche Southesk Church und erhielt erst 1997 ihren heutigen Namen. Seit 2008 ist die Kirchengemeinde von Brechin mit jener der Farnell Parish Kirk in Farnell verbunden. Beide Gemeinden teilen sich eine Pfarrstelle.

## Beschreibung
Das Kirchengebäude steht an der Einmündung der Damacre Road in die Southesk Street (A935) im Zentrum von Brechin. Sein Mauerwerk besteht aus grob behauenem Bruchstein mit abgesetzten Natursteindetails aus rotem Sandstein. Architektonisch folgt die Gardner Memorial Church keinem einheitlichem Stil, sondern vermischt in einer freien Interpretation neogotische und neoromanische Motive. Links, an der Straßenecke, ist der Saalkirche der wuchtige, gedrungene Glockenturm seitlich vorgelagert. Im unteren Turmabschnitt sind straßenseitig ein Rundbogenfenster mit darunterliegendem neogotischem Fenster eingelassen. Darüber ist der Turm mit zwei Rundbogenfenstern mit Archivolten und Säulenschäften mit skulpturierten Kapitellen ausgeführt. Entlang der Damacre Road sind anstelle der Rundbogenfenster gepaarte Lanzettfenster in einer rundbogige Aussparung eingelassen. Der Turm schließt mit einer wuchtigen Brüstung und einem schiefergedeckten Pyramidendach. Das Eingangsportal rechts des Turms ist mit einer skulpturierten Archivolte ausgeführt und reich skulpturiert verdacht.